# Marie d'Amalfi
Marie d'Amalfi (née vers 985 – morte vers 1040) est une duchesse régnante d' Amalfi deux fois co-régente avec ses fils: en 1028–1029 et en 1034–1039. Pendant les règnes de ses fils elle semble avoir détenu la réalité du pouvoir.

## Origine et famille
Marie ou Maria est l'une des deux filles de Pandolf II de Bénévent, également Prince de Capoue sous le nom de Pandolf III. Elle épouse Sergius II d'Amalfi vers le 26 avril 1002. Sa sœur Gaitelgrima épouse Guaimar III de Salerne, pendant que ses frères, Landolf et Pandolf, deviennent respectivement prince de Bénévent et de Capoue.

### Premier règne
Marie a deux fils, Jean et Manson. En 1028, elle s'empare du trône d'Amalfi avec son fils cadet, Manson, et expulse Sergius II et son co-régent Jean II, qui se réfugient à Constantinople. Elle agit probablement à l'instigation et avec l'appui de Pandolf. En 1029, Jean II revient et dépose Marie et Manson II.

### Second règne
En avril ou mai 1034, Jean II est de nouveau déposé par sa mère et son frère. Cette fois c'est certainement le résultat de l'ingérence de Pandolf, car la fille de  Maria a épousé Rainulf Drengot, le comte d'Aversa, dans le but de consolider l'alliance entre  Pandolf et les Normands. L'existence de cette fille est mentionnée Aimé du Mont-Cassin: « La fille du  Patricien d'Amalfi, qui était la nièce de Pandulf, car l'épouse du Patricien était la sœur de Pandolf. » toutefois son identité  demeure confuse mais elle a été la première épouse de Rainulf.
Maria prend le titre de  ducissa et patricissa: « duchesse et patricienne ». Il est significatif de son influence que
Manson II ne reçoit aucun titre  de l'byzantin, comme son père et son frère avant lui. En 1038, Jean II, déposé et expulsé à Capoue parvient à revenir à Amalfi. Il dépose son frère, se réconcilie avec Marie, qui règne ensuite avec lui 
après avoir aveuglé Manso II qui est exilé dans la forteresse des Îles Galli. Cet acte de cruauté horrifie les Amalfitains, qui déposent la mère et le fils et se placent sous la souveraineté de Guaimar IV de Salerne.

## Sources
- Chronicon Amalfitanum c. 1300.
- (it) Caravale, Mario (ed). Dizionario Biografico degli Italiani: LV Ginammi – Giovanni da Crema. Rome, 2000.
- Ferdinand Chalandon. Histoire de la domination normande en Italie et en Sicile. Paris, 1907.